# فرضية اللوحة المسروقة
فرضية اللوحة المسروقة (بالفرنسية: L'Hypothèse du tableau volé)‏ هو فيلم فرنسي تجريبي غامض صدر عام 1978 من إخراج المخرج التشيلي راؤول رويز وبطولة جان رينو 

## روابط خارجية
فرضية اللوحة المسروقة على موقع IMDb (الإنجليزية)
- فرضية اللوحة المسروقة على موقع ألو سيني (الفرنسية)
- فرضية اللوحة المسروقة على موقع Turner Classic Movies (الإنجليزية)
- فرضية اللوحة المسروقة على موقع أول موفي (الإنجليزية)
- فرضية اللوحة المسروقة على موقع فيلمافينيتي (الإسبانية)
- فرضية اللوحة المسروقة على موقع قاعدة بيانات الفيلم (الإنجليزية)
- فرضية اللوحة المسروقة على موقع ليتربوكسد (الإنجليزية)
- فرضية اللوحة المسروقة على موقع كينوبويسك (الروسية)